# Morrinhos (Goiás)
Morrinhos is een gemeente in de Braziliaanse deelstaat Goiás. De gemeente telt 40.838 inwoners (schatting 2009).

## Aangrenzende gemeenten
De gemeente grenst aan Água Limpa, Aloândia, Buriti Alegre, Caldas Novas, Goiatuba, Piracanjuba, Pontalina en Rio Quente.

## Verkeer en vervoer
De plaats ligt aan de wegen BR-153, BR-490, GO-147, GO-213 en GO-476.